# Ланин (река)
Ланин — река в России, протекает по Репьёвскому району Воронежской области. Левый приток реки Потудань.

## География
Река Ланин берёт начало в районе села Краснолипье. Течёт на юг по открытой местности. Устье реки находится у села Усть-Муравлянка в 27 км по левому берегу реки Потудань. Длина реки составляет 15 км, площадь водосборного бассейна — 185 км².

## Данные водного реестра
По данным государственного водного реестра России относится к Донскому бассейновому округу, водохозяйственный участок реки — Дон от города Задонск до города Лиски, без рек Воронежот (от истока до Воронежского гидроузла) и Тихая Сосна, речной подбассейн реки — бассейны притоков Дона до впадения Хопра. Речной бассейн реки — Дон (российская часть бассейна).
Код объекта в государственном водном реестре — 05010100812107000003515.